# Харафуель
Харафуель, Шарафуль (ісп. Jarafuel (офіційна назва), валенс. Xarafull) — муніципалітет в Іспанії, у складі автономної спільноти Валенсія, у провінції Валенсія. Населення — 828 осіб (2010).

## Географія
Муніципалітет розташований на відстані близько 270 км на південний схід від Мадрида, 65 км на південний захід від Валенсії.

## Демографія
Динаміка населення (INE ):

## Галерея зображень

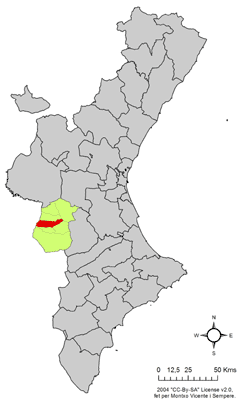
Розташування муніципалітету Харафуель у автономній спільноті Валенсія
Розташування муніципалітету Харафуель у комарці Вальє-де-Айора